# 程福贇
程福赟（？—944年），五代十国后汉、后周将领。
程福赟为人沉厚寡言，有勇力。年轻时为军卒。天福七年（942年）冬，杜重威讨伐镇州，与安重榮在宗城大战，程福赟以战功升任为洺州团练使、检校太保，晋出帝时，为奉国右厢都指挥使（《旧五代史》作奉国左厢都指挥使）。天福九年（944年）春，契丹入寇，晋出帝北征，将至澶渊，程福赟部下有军士文荣等八人，乘间夜纵火焚营，程福赟派腹心之士扑灭，自己也救火被伤。他本性纯厚，又以契丹将至，天子在军，京师虚空，不改以小事动摇人心，于是秘而不奏。同列李殷，军将李殷在程福赟位下，想要除去他而升职，于是诬告程福赟与乱者同谋，不然为什么不上奏。出帝至封丘，将程福赟出为商州刺史，不久，下狱审问。程福赟不能自辨，而被杀害，都以他为冤。